# Masdevallia nidifica
Masdevallia nidifica es una especie de orquídea epífita originaria de Centroamérica hasta el norte del  Perú.

## Descripción
Es una orquídea de pequeño tamaño que prefiere el clima fresco al frío, es de hábitos epífitas con un tallo  corto envuelto basalmente de 2 a 3 brácteas tubulares y con una sola hoja  apical, elíptica , lanceolada. Tiene una inflorescencia de flores solitarias, arqueada de 1,5 a 5 cm de largo. La floración se produce en el invierno y en verano con la flor por encima del nivel de las hojas.

## Distribución y hábitat
Se encuentra en desde Costa Rica a Nicaragua, Panamá, Colombia, Ecuador y Perú en la parte inferior de los bosques nublados de montaña en las ramas delgadas de los árboles, en alturas de 450 a 2500 metros

## Sinonimia
- Buccella nidifica (Rchb.f.) Luer 2006
- Masdevallia cyathogastra Schltr. 1918
- Masdevallia tenuicauda Schltr. 1923[1][2]